# Strategus jugurtha
Strategus jugurtha är en skalbaggsart som beskrevs av Hermann Burmeister 1847. Strategus jugurtha ingår i släktet Strategus och familjen Dynastidae. Inga underarter finns listade i Catalogue of Life.